# Malick Lowe
Malick Lowe war gambischer Politiker.
Lowe war in den späten 1970ern und 1980ern Bürgermeister der gambischen Hauptstadt Banjul (englisch Mayor of Banjul). In seiner Amtszeit wurde das Gebäude des Banjul City Council mit finanzieller Hilfe aus Saudi-Arabien gebaut.
Lowes Tochter Rohey Malick Lowe wurde 2018 als Oberbürgermeisterin, also dem gleichen Amt das ehemals Lowe innehatte, gewählt.